# Gouvernement Daladier II
Pour les articles homonymes, voir Gouvernement Daladier.
Troisième République
Chautemps II Doumergue II
Le deuxième gouvernement d'Édouard Daladier est le Gouvernement de la République française du 30 janvier au 7 février 1934 sous la Troisième République.

## Composition
| Portefeuille | Titulaire | Titulaire                                         | Parti |
| --- | --------- | ------------------------------------------------- | ----- |
| Président du Conseil |           | Édouard Daladier                                  | PRRRS |
| Ministres |           |                                                   |       |
| Ministre de la Guerre et de la défense nationale                                                                           |           | Jean Fabry (jusqu’au 4 février 1934)              | AD    |
| Ministre de la Guerre et de la défense nationale                                                                           |           | Joseph Paul-Boncour                               | PRS   |
| Ministre des Affaires étrangères                                                                                           |           | Édouard Daladier                                  | PRRRS |
| Ministre de l'Éducation nationale                                                                                          |           | Adrien Berthod                                    | PRRRS |
| Ministre de l'Intérieur |           | Eugène Frot                                       | PRS   |
| Ministre de la Justice |           | Eugène Penancier                                  | PRRRS |
| Ministre de l'Agriculture                                                                                                  |           | Henri Queuille                                    | PRRRS |
| Ministre des Finances |           | François Piétri (jusqu’au 4 février 1934)         | AD    |
| Ministre des Finances |           | Paul Marchandeau                                  | PRRRS |
| Ministre des Travaux publics                                                                                               |           | Joseph Paganon                                    | PRRRS |
| Ministre de la France d’Outre-mer                                                                                          |           | Henry de Jouvenel                                 | SE    |
| Ministre du Travail et de la Prévoyance Sociale                                                                            |           | Jean Valadier                                     | PRRRS |
| Ministre du Commerce et de l’Industrie                                                                                     |           | Jean Mistler                                      | PRRRS |
| Ministre des Postes, Télégraphes et Téléphones                                                                             |           | Paul Bernier                                      | PRRRS |
| Ministre de la Santé publique                                                                                              |           | Émile Lisbonne                                    | PRRRS |
| Ministre de la Marine militaire                                                                                            |           | Louis de Chappedelaine                            | RI    |
| Ministre des Pensions |           | Hippolyte Ducos                                   | PRRRS |
| Ministre de l'Air |           | Pierre Cot                                        | PRRRS |
| Ministre de la Marine marchande                                                                                            |           | Guy La Chambre                                    | SE    |
| Sous-secrétaires d’État |           |                                                   |       |
| Sous-secrétaire d’État à la Présidence du Conseil et aux Affaires étrangères chargé de la Présidence du conseil            |           | Léon Martinaud-Déplat                             | PRRRS |
| Sous-secrétaire d’État à la Présidence du Conseil et aux Affaires étrangères chargé de l'Économie nationale et du Tourisme |           | Raymond Patenôtre                                 | RI    |
| Sous-secrétaire d’État à la Présidence du Conseil et aux Affaires étrangères chargé des Affaires étrangères                |           | André Marie                                       | PRRRS |
| Sous-secrétaire d’État à l’Intérieur                                                                                       |           | Jean Hérard                                       | PRRRS |
| Sous-secrétaire d’État à l’Éducation nationale chargé des Beaux-Arts                                                       |           | André Bardon                                      | PRRRS |
| Sous-secrétaire d’État à l’Éducation nationale chargé de l’Enseignement technique                                          |           | Gustave Doussain                                  | AD    |
| Sous-secrétaire d’État à l’Éducation nationale chargé de l’Éducation physique                                              |           | André Lorgeré                                     | PRRRS |
| Sous-secrétaire d’État aux Finances                                                                                        |           | Jean-Alexis Jaubert (à compter du 4 février 1934) | PRRRS |
| Sous-secrétaire d’État à la France d’Outre-mer                                                                             |           | Maxence Bibié                                     | PSF   |

## Dates importantes
- 6 février 1934 : Graves émeutes orchestrées par les ligues d'extrême droite. La foule tente d'envahir le palais Bourbon, mais est repoussée par la gendarmerie mobile. 15 morts et près de 1500 blessés. Une violente répression s'ensuit et Daladier démissionne le lendemain. C'est la première fois qu'un gouvernement cède à la pression de la rue.